# Friedrich Hollaender
Friedrich Hollaender (Londres, 18 d'octubre de 1896 - Múnic, 18 de gener de 1976) fou un compositor alemany, d'origen jueu, però nascut a Londres. Era nebot de Gustav (1855-1915) i Victor Hollaender (1866-1949) ambdós músics i compositors com ell.
La seva família retornà a Alemanya i Frederick va ser educat al Conservatori de Berlín. Quan tenia 18 anys treballà a l'Òpera de Praga. Posteriorment compongué música pel director de teatre Max Reinhardt i pel cabaret i escriví la música de la pel·lícula Der blaue Engel (1930). Abandonà l'Alemanya nazi i emigrà als Estats Units on compongué la música per a un centenar de pel·lícules incloent: Destry Rides Again (1939), A Foreign Affair (1948), The 5,000 Fingers of Dr. T (1953) (amb nominació pels Oscars) i Sabrina (1954). Moltes de les seves cançons van ser fetes famoses interpretades per Marlene Dietrich. El 1956 tornà a Alemanya.